# Wish That You Were Here
«Wish That You Were Here» (с англ. — «Жаль, что ты не рядом») — песня британской инди-рок-группы Florence and the Machine, написанная Флоренс Уэлч, Эндрю Уайеттом и Эмилем Хейни (также продюсер) для саундтрека к фильму Тима Бёртона «Дом странных детей мисс Перегрин» (2016). Песня была издана в цифровом формате 26 августа 2016 года на лейбле Island. Главная вокалистка и автор группы, Флоренс Уэлч, будучи давней поклонницей творчества Бёртона, выразила заинтересованность в сотрудничестве с режиссёром ещё задолго до записи «Wish That You Were Here», — по её признанию, они с Бёртоном разделяют «похожие творческие интересы». Трек был тепло принят критиками и достиг 128 строчки UK Singles Chart.

## Предыстория
2 июля 2016 года Florence and the Machine выступили на ежегодном фестивале «British Summer Time» в лондонском Гайд-парке, таким образом успешно завершив турне в поддержку своего третьего альбома How Big, How Blue, How Beautiful (2015). Тем не менее, группа оставалась относительно активной, записав три песни для саундтрека к видеоигре Final Fantasy XV: «Too Much Is Never Enough», «I Will Be» и кавер на композицию Бена Кинга «Stand by Me». Мини-альбом с песнями был выпущен 12 августа 2016 года в цифровом формате.
Группа продолжала работать в том же ритме, написав и записав песню «Wish That You Were Here» к киноадаптации Тима Бёртона «Дом странных детей мисс Перегрин». Уэлч — давняя поклонница творчества Бёртона, и потому она была заинтересована в сотрудничестве с режиссёром ещё задолго до «Wish That You Were Here», назвав его «родственной душой» с общими интересами. В поисках вдохновения для написания композиции, Уэлч прочла роман, послуживший основой для экранизации, — «Дом странных детей» Ренсома Риггза.
Задумка «Wish That You Were Here» возникла ещё во время концертного турне How Big, How Blue, How Beautiful Tour; Уэлч прокомментировала: «Во время турне я словно нахожусь в петле времени, где каждый новый день неотличим от предыдущего. Это потрясающий опыт, но цена за него слишком высока — ты оставляешь на год или два тех, кого любишь. И кажется, что, если твою песню мог бы подхватить и унести с собой ветер, он мог бы донести до них то, что не выразить ни в одном сообщении или телефонном звонке. Хочется передать им свою любовь как-то по-иному, во что бы то ни стало дотянуться до недостижимого». Музыкальный критик Ребекка Десзински описала звучание «Wish That You Were Here» как комбо всех успешных песен Florence and the Machine, включая «аналогичные ударные, сделавшие «Shake It Out» современным хитом» и «изысканные арфы из «Cosmic Love»».